# سینمای آفریقای شمالی

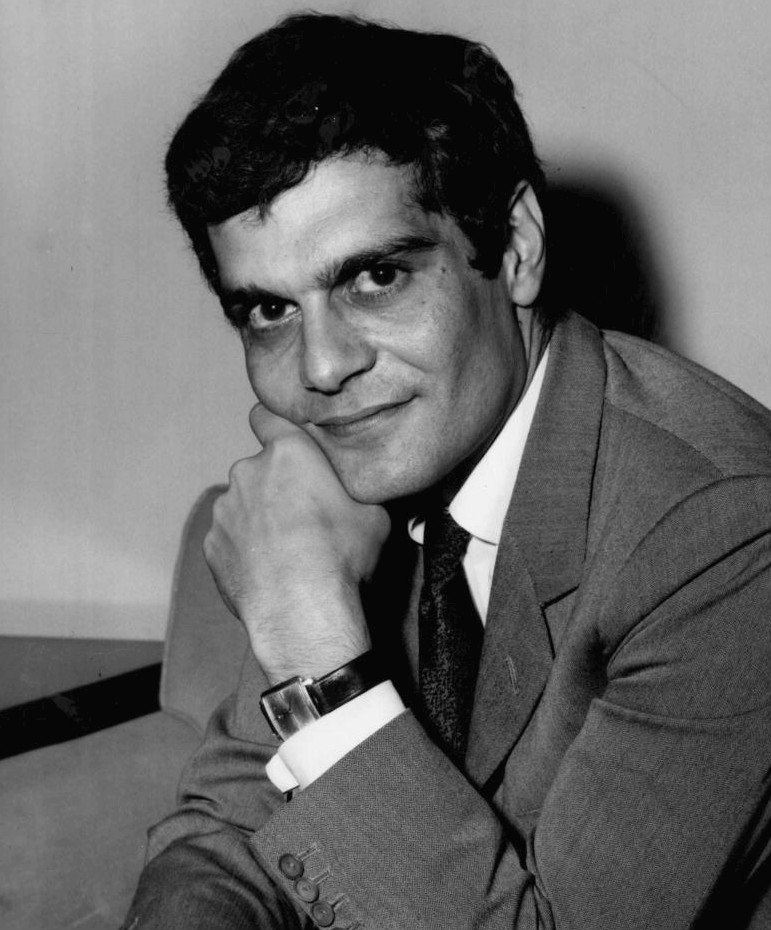
عمر شریف در سال ۱۹۶۳. بازیگر بین‌المللی سینمای مصر

سینمای آفریقای شمالی یا سینمای شمال آفریقا به بدنه سینمایی، تاریخ سینما و تولید فیلم‌های مستقل یا مشترک در این منطقه اشاره دارد. سینمای این منطقه شامل کشورهای الجزایر، مصر، مراکش و تونس است. نسبت به پیشینه تاریخی، سینمای مصر با فاصله بسیار از ۳ کشور دیگر قرار دارد.
سینمای آفریقای شمالی بخشی از سینمای آفریقا محسوب می‌شود که خود، زیرمجموعه سینمای جهان است؛ اصطلاحی که در دنیای انگلیسی‌زبان به هر فیلمی که زبانی غیر از انگلیسی دارد گفته می‌شود.